# Париж (Челябинская область)
Пари́ж — село в Нагайбакском районе Челябинской области России. Административный центр Парижского сельского поселения.
Название села было дано в честь победы русской армии — взятия Парижа в 1814 году. Для создания туристической привлекательности в селе была построена вышка связи, являющаяся уменьшенной копией Эйфелевой башни.

## История
В 1842—1843 годах при заселении Новолинейного района был создан Участок № 4, позднее переименованный в Париж. Во время Гражданской войны в Париже стояли красноармейские партизанские отряды под командованием В. К. Блюхера.

### Происхождение названия
Название села происходит от столицы Франции Парижа, подобно другим сёлам Южного Урала, которые носят имена европейских городов и населённых пунктов: Лейпциг, Арсинский, Берлин, Фершампенуаз и другие. Эти названия были даны в честь побед русских войск в Италии, Германии, Франции и других странах. Казаки-нагайбаки составляли в русской армии отдельный полк.

## Современное состояние
В посёлке примерно 800 домов, действуют МОУ «Парижская средняя общеобразовательная школа», совхоз «Астафьевский», краеведческий музей.

## Население
| 2002 | 2010  |
| ---- | ----- |
| 1995 | ↘1712 |

##### Национальный состав
Нагайбаки (90 %), русские (10 %).

## Достопримечательности
24 июня 2005 года в селе Париж была торжественно открыта мачта сотовой связи, выполненная в виде Эйфелевой башни. Южноуральская «Эйфелева башня» в шесть раз меньше настоящей. Расходы, понесённые компанией, составили около 12 миллионов рублей, против 8 миллионов на обычную мачту связи.

## В искусстве
В селе происходит действие рассказа Сергея Маркова «Подсолнухи в Париже», основанного на реальных событиях времён Гражданской войны.
Село появилось в первой серии шоу на телеканале «СТС» «Случайные связи».